# Коаліція за Болгарію
Коаліція за Болгарію (болг. Коалиция за България) — лівоцентристський виборчий альянс в Болгарії на чолі з Болгарською соціалістичною партією. Назва виникла у 1999 році.
На парламентських виборах 2013 року отримала друге місце (26,61 %). До коаліції входили:
- Болгарська соціалістична партія
- Рух за соціальний гуманізм
- Болгарські соціал-демократи
- Партія «Рома»
- Комуністична партія Болгарії
- Болгарська аграрний союз «Олександр Стамболійські»
- Новий світанок
- Європейська безпека та інтеграція